# Nitryle
Ne doit pas être confondu avec Nitrile.
On appelle nitryle le groupe NO2−.

Structure de l'azoture de nitryle.

Le groupe nitryle est analogue à l'ion nitronium NO2+, mais apparaît dans des composés moléculaires. L'acide nitrique HNO3 à l'état liquide ou gazeux, de formule NO2OH, peut ainsi être qualifié d'hydroxyde de nitryle.
Exemples :
- azoture de nitryle NO2N3 ;
- chlorure de nitryle NO2Cl ;
- cyanure de nitryle NO2CN ;
- fluorure de nitryle NO2F ;
- perchlorate de nitryle (en) NO2ClO4.